# Audi A4 II
Cet article concerne la deuxième génération de l’Audi A4. Pour des informations générales sur l’Audi A4, consultez Audi A4.
L'Audi A4 II (B6) est la deuxième génération de l'Audi A4, produite à partir de 2000 par Audi. En plus de la berline et du break, un cabriolet (Type 8H) de la catégorie familiale routière a également été proposé pour la première fois, depuis l'Audi Cabriolet construit de 1991 à 2000, sur la base de l'Audi A4 aussi connu sous le nom de B6 (Type 8E). Elle a remplacé l'A4 B5 en novembre 2000 et a été remplacée par l'A4 B7 en novembre 2004.
L'A4 B6 a été produite à plus d'un million d'exemplaires toutes carrosseries confondues de 2000 à 2004.

## Présentation
L'A4 B6 est présentée en octobre 2000 au salon de l'automobile de Berlin. Elle est produite à partir du mois suivant, et est commercialisée en Europe dès janvier 2001. 
En juin 2001, l'A4 B6 est lancée au Japon et en Amérique du Nord. Il faudra attendre avril 2003 pour qu'elle soit lancée en Chine.
La berline termine sa production en septembre 2004 en Allemagne, et un an plus tard pour la Chine.

### Changements par rapport à la prédécesseure
La deuxième génération de l'A4 se distingue de sa devancière, la B5, par une ceinture de caisse relevée sur le côté et une partie arrière plus arrondie. La carrosserie est donc similaire à la plus grande Audi A6. La B6 est 69 mm plus longue, 33 mm plus large et 13 mm plus haute que sa prédécesseure.
L'essieu avant à quatre bras perfectionné est en grande partie en aluminium. Cela le rend 8,5 kg plus léger que celui de la première génération d'A4.
Alors que la prédécesseur était équipée d'une poutre de torsion (traction avant) ou d'un essieu arrière à double triangulation (entraînement Quattro), la B6 dispose d'un nouvel essieu arrière à double triangulation avec suspension indépendante des roues pour les deux variantes d'entraînement, ressorts et amortisseurs séparés et une meilleure stabilité de suivi.
En plus de certains moteurs, connus, de l'ancienne gamme, il y a deux moteurs essence nouvellement développés pour la B6 :
- Un quatre cylindres en ligne de deux litres de cylindrée et 96 kW (130 ch) et également
- un moteur six cylindres en V d'une cylindrée de trois litres et 162 kW (220 ch).

Les blocs moteurs des deux moteurs sont en aluminium; ils ont cinq soupapes par cylindre.
Avec la B6, la transmission automatique Multitronic à variation continue a été proposée pour la première fois sur les A4 à traction avant. Les modèles à traction intégrale, en revanche, ne pouvaient être équipés que d'un convertisseur de couple "Tiptronic" à cinq vitesses ou d'une transmission manuelle. Contrairement à son prédécesseur, celui-ci dispose d'une position de changement de vitesse "S" supplémentaire, qui vise à transmettre un comportement de changement de vitesse et une expérience de conduite sportif. Les positions de vitesse précédentes ne sont plus nécessaires, mais peuvent toujours être sélectionnées séparément.
Les améliorations et développements sont également :
- les propriétés en cas d'accident,
- correcteur électronique de trajectoire et système anti-blocage des roues,
- le système de freinage,
- l'isolation phonique,
- la rigidité de la carrosserie (45 % supérieure à la B5),
- l'équipement standard et spécial.

Par exemple, la B6 est équipée de série du système de coussins gonflables de sécurité (« airbags ») pour la tête Sideguard. Dans le modèle précédent, ces airbags n'étaient proposés qu'en supplément.

## Variantes de carrosserie
Comme sa prédécesseur, la B6 qui lui succède est disponible en version berline (quatre portes) et break (cinq portes).
Les périodes de construction entre la B5 et la B6 se chevauchent car la variante Avant du prédécesseur a été introduite un an plus tard et a également été produite un an de plus que la berline pour un temps de construction comparable.

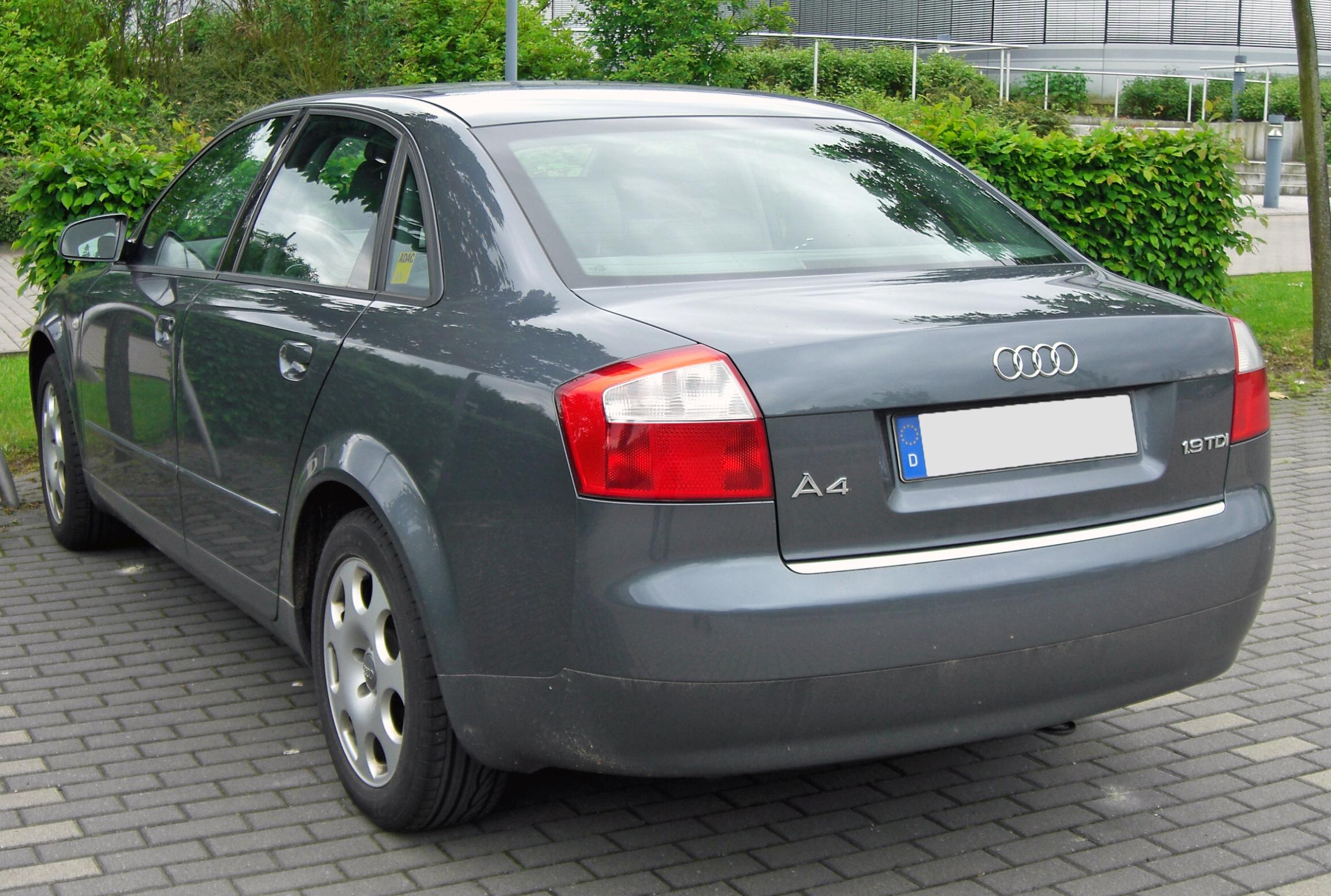
Vue arrière
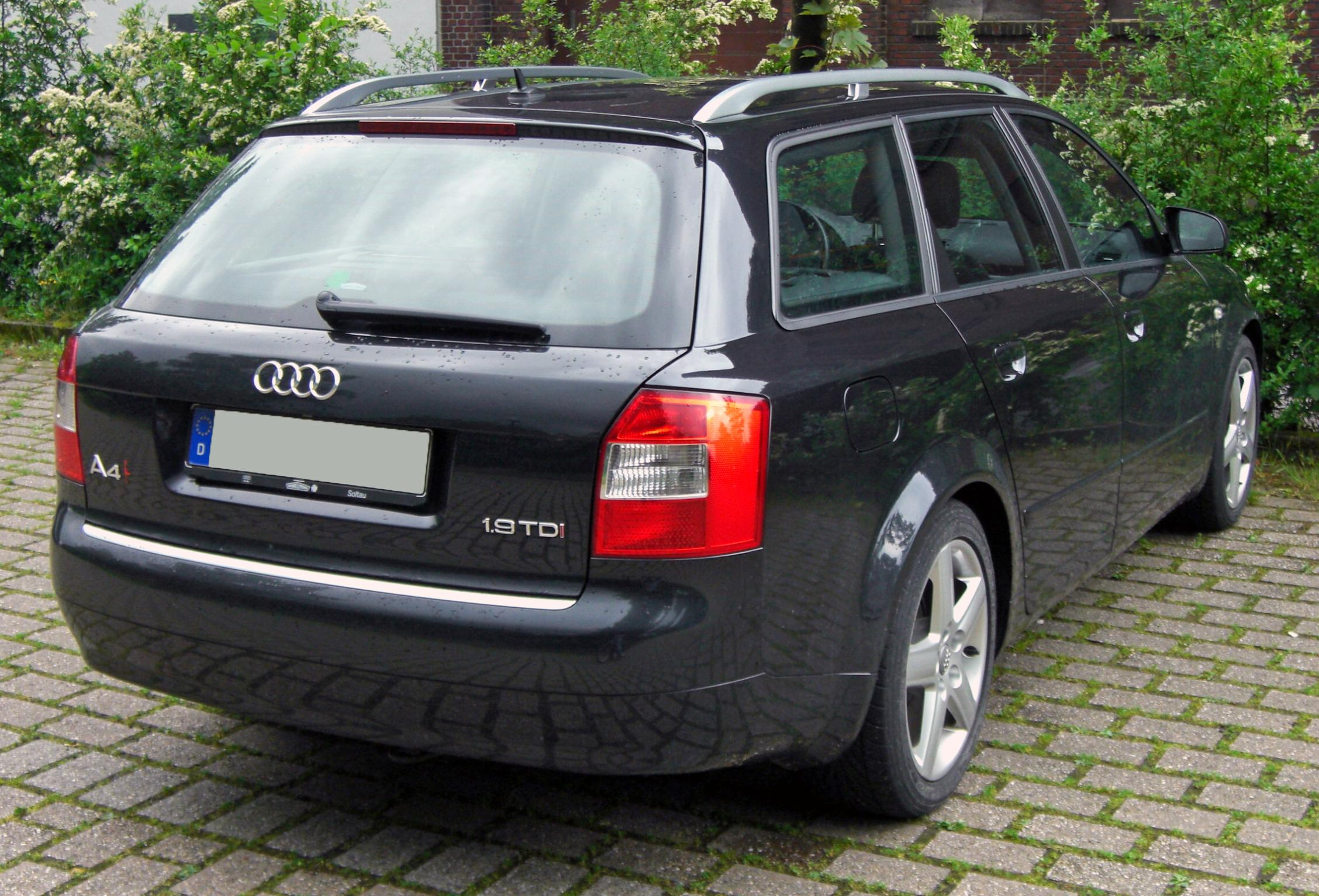
Audi A4 Avant (2001–2004)

## Audi A4 B6 Cabriolet (Type 8H)

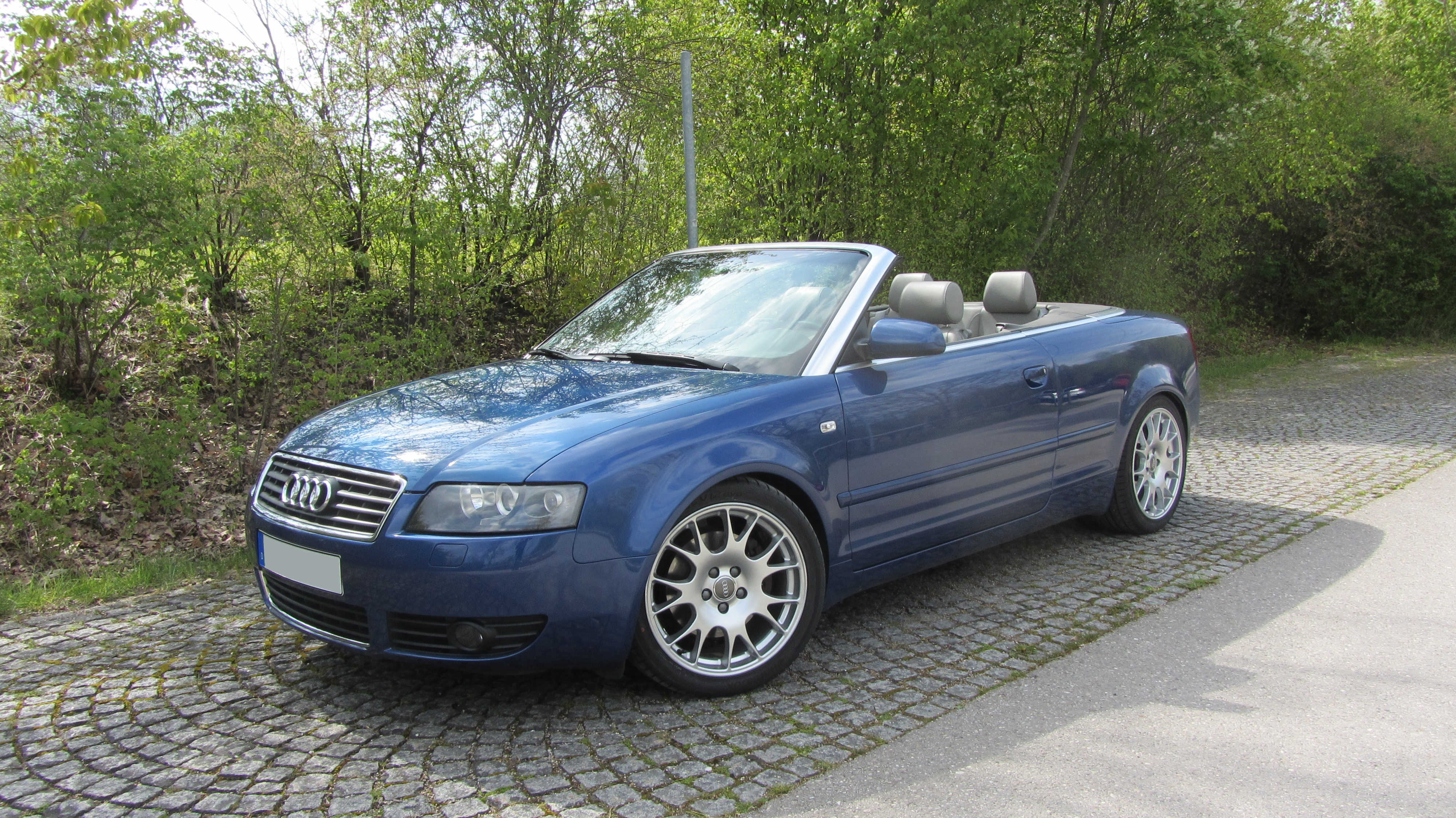
Audi A4 Cabriolet Caribicblau Perleffekt avec cuir Perlnappa Hellgrau

Avec l'introduction de l'Audi A4 Cabriolet en avril 2002, un cabriolet quatre places a été ajouté à la gamme des produits Audi, comblant ainsi le vide laissé par l'Audi Cabriolet basé sur l'Audi 80 lorsqu'il a été abandonné en 2000. Les concurrents de l'époque comparables étaient la BMW Série 3 Cabriolet, la Mercedes CLK Cabriolet et la Saab 93 Cabriolet. Contrairement aux modèles des autres concurrents mentionnés, l'A4 Cabriolet a été le premier cabriolet à avoir une transmission intégrale Quattro en option et une transmission automatique Multitronic à variation continue disponibles en option comme arguments de vente uniques.

### Extérieur
Comme le véhicule précédent, l'A4 Cabriolet a également été produit par le carrossier de Basse-Saxe Karmann à Rheine (Osnabrück), en Rhénanie-du-Nord-Westphalie. Certaines caractéristiques de conception et d'équipement typiques ont été adoptées sur la base de l'Audi Cabriolet. Cela comprend le cadre de pare-brise argenté et le pourtour en aluminium qui se prolonge sous la ligne des fenêtres latérales et se termine sur le compartiment de la capote sous la lunette arrière et qui est toujours typique de tous les cabriolets Audi quatre places (cf. A3, A5). Un toit en tissu a également été de nouveau utilisé, il peut désormais être, de série, ouvert de manière électrohydraulique et entièrement automatique en appuyant sur un bouton pendant 24 secondes sans avoir besoin d'un déverrouillage manuel et il se range complètement automatiquement sous le couvercle du coffre. La capote ne peut être actionnée qu'à l'arrêt ou à une vitesse maximale de 5 km/h.

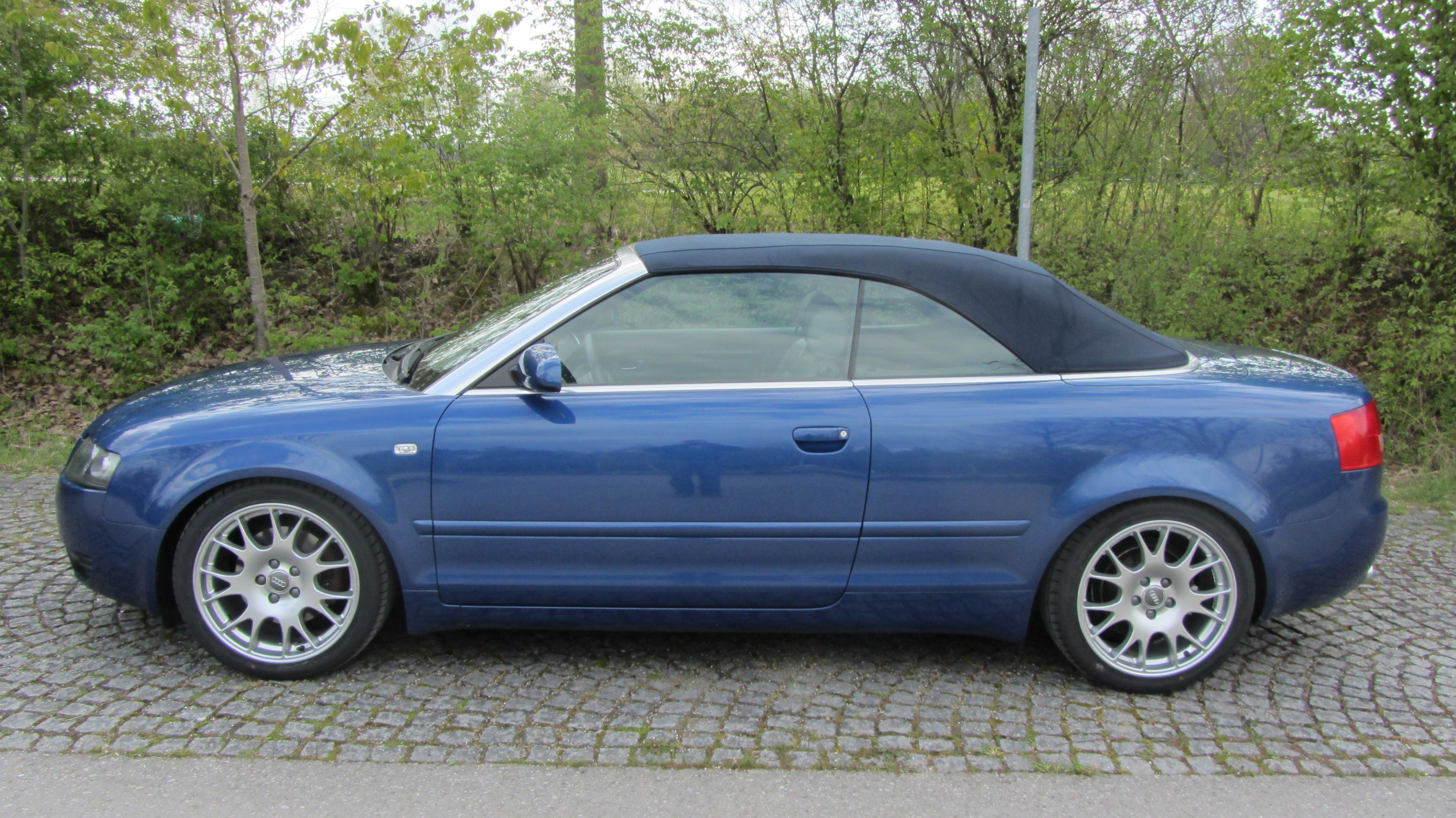
A4 Cabriolet avec le toit fermé
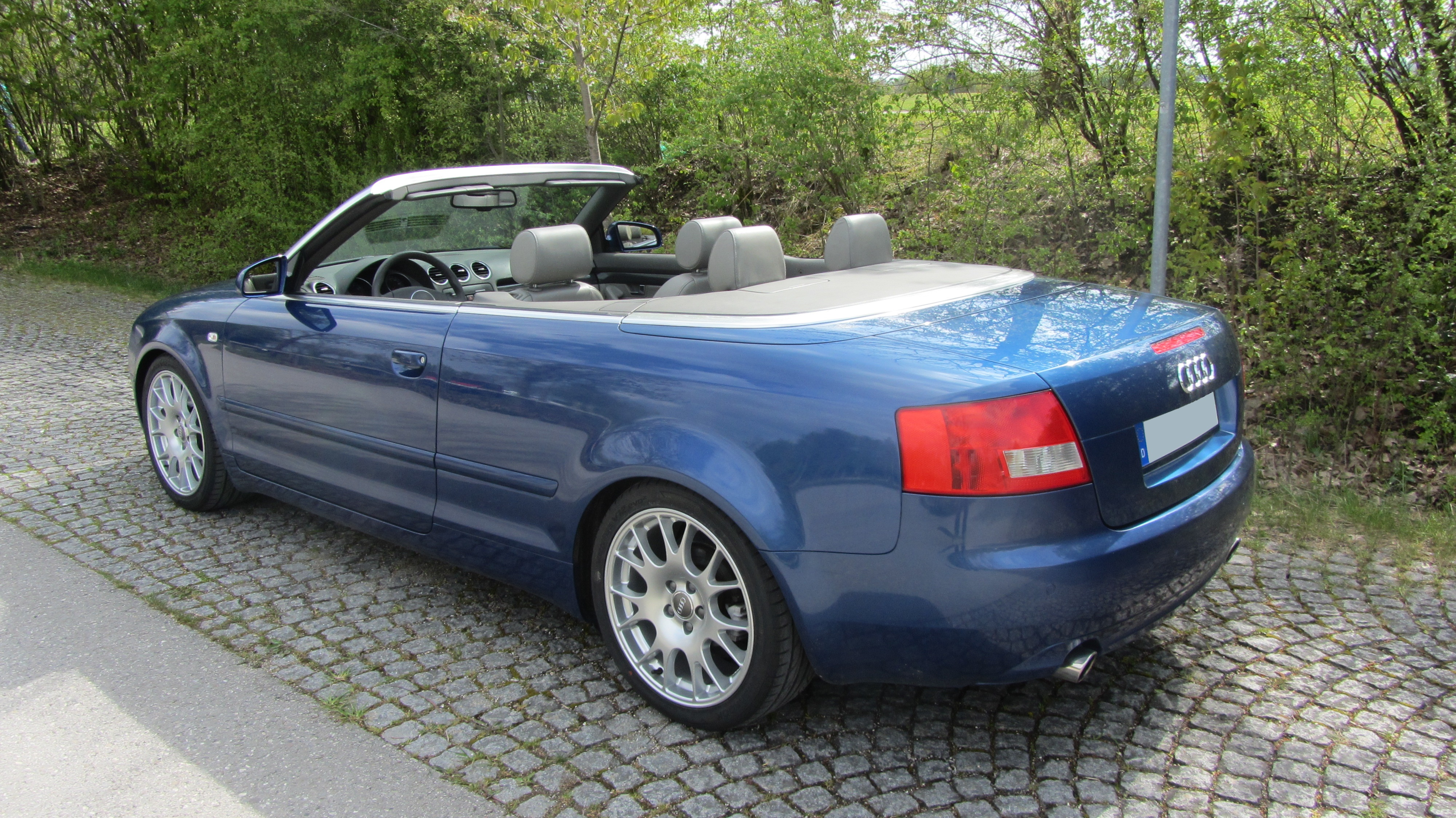
Vue arrière de l'Audi A4 Cabriolet

Dans l'histoire du modèle, l'A4 Cabriolet est le précurseur de la gamme Audi A5, puisqu'il se différencie de l'A4 en termes de prix ainsi que par ses propriétés visuelles et techniques. Bien qu'il porte le même nom, il n'a, hormis la plate-forme technique, que peu de points communs avec la gamme qui lui donne son nom.
L'Audi A4 Cabriolet est en grande partie un modèle indépendant, puisque toutes les pièces de carrosserie, à l'exception des rétroviseurs extérieurs, ont leur propre conception et qu'aucune pièce supplémentaire n'a été reprise de la berline ou du break, ce qui se reflète également dans la modification de la désignation du type interne (8H au lieu de 8E) et la production d'un travail externe (Karmann Osnabrück). La carrosserie, pesant 450 kg, a été assemblée avec 6 250 points de soudure et, d'un point de vue technique, il utilisait certains moteurs, transmissions et variantes d'entraînement de la gamme Audi A4; cependant, le réglage du châssis en aluminium a également été modifié en raison du poids plus élevé et les performances de conduite s'en écartent également en conséquence. Contrairement à la berline et à l'Avant, les moteurs essence 1,8 L turbo, 2,0 L, 2,4 L et 3,0 L, ainsi que la finition S4, étaient disponibles dans le cabriolet. Seul le TDI de 2,5 L était disponible en tant que moteur diesel.

### Intérieur
À l'intérieur, de nombreux éléments ont été modifiés, comme un tableau de bord différent avec cinq bouches d'aération rondes bordées d'anneaux chromés. La Seat Exeo avait ce tableau de bord jusqu'en 2013. Il dispose d'un compartiment de rangement supplémentaire entre la radio et les bouches d'aération centrales. En raison des portes plus longues, les panneaux de porte ont changé et ont des couvercles de haut-parleur modifiés et des accoudoirs adaptés. L'affichage du groupe d'instrumentations est encadré plus profondément pour permettre une meilleure lisibilité lorsque le toit est ouvert et que le soleil brille. L'ensemble de la zone des sièges arrière, y compris les panneaux latéraux, les sièges, le dispositif de chargement de skis de série, les supports pour les ceintures de sécurité avant, les appuie-tête fixes sur les sièges arrière et l'arceau de sécurité non visible derrière eux, a été spécialement conçu pour le cabriolet.

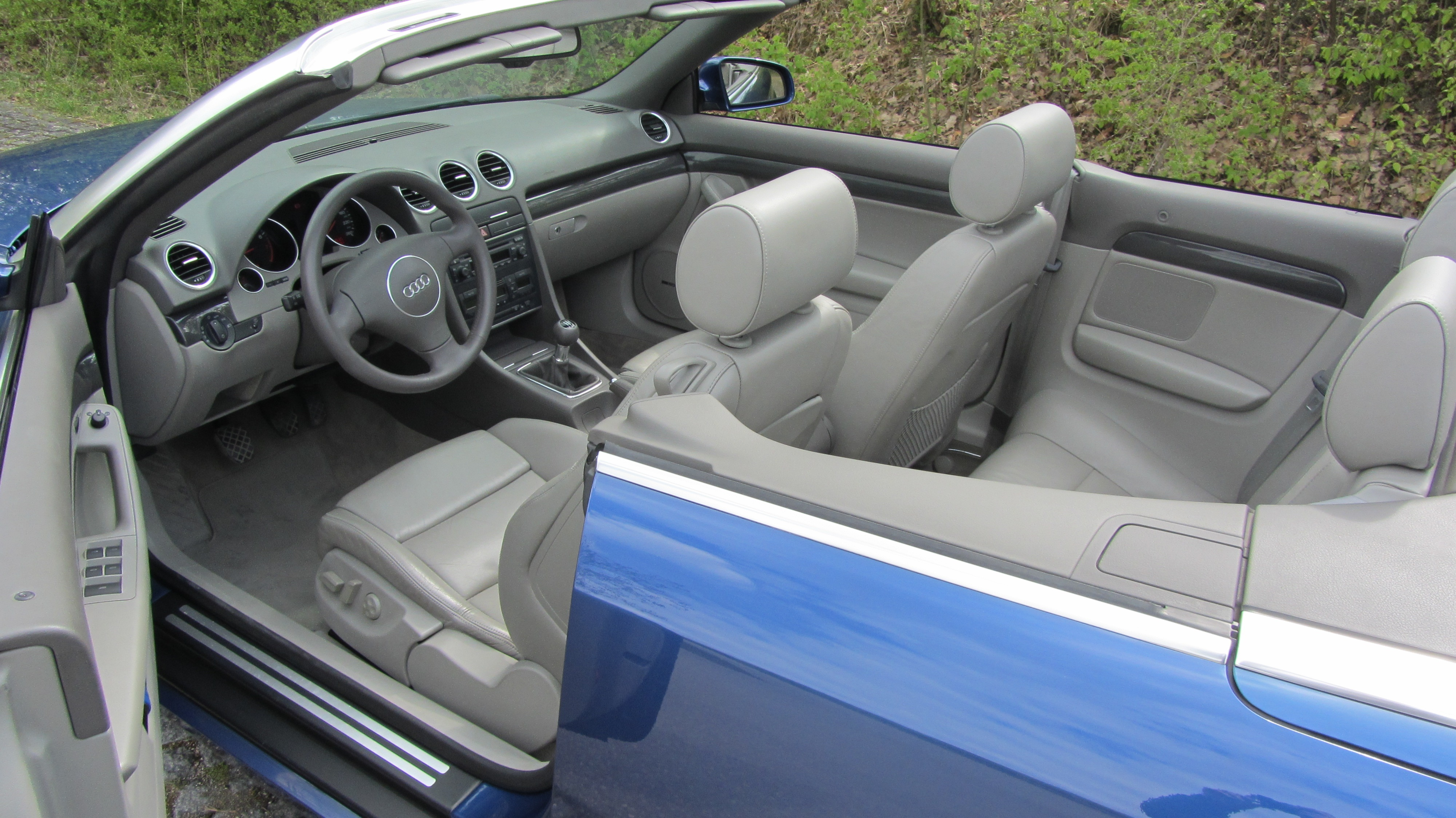
Intérieur d'une Audi A4 B6 Cabriolet
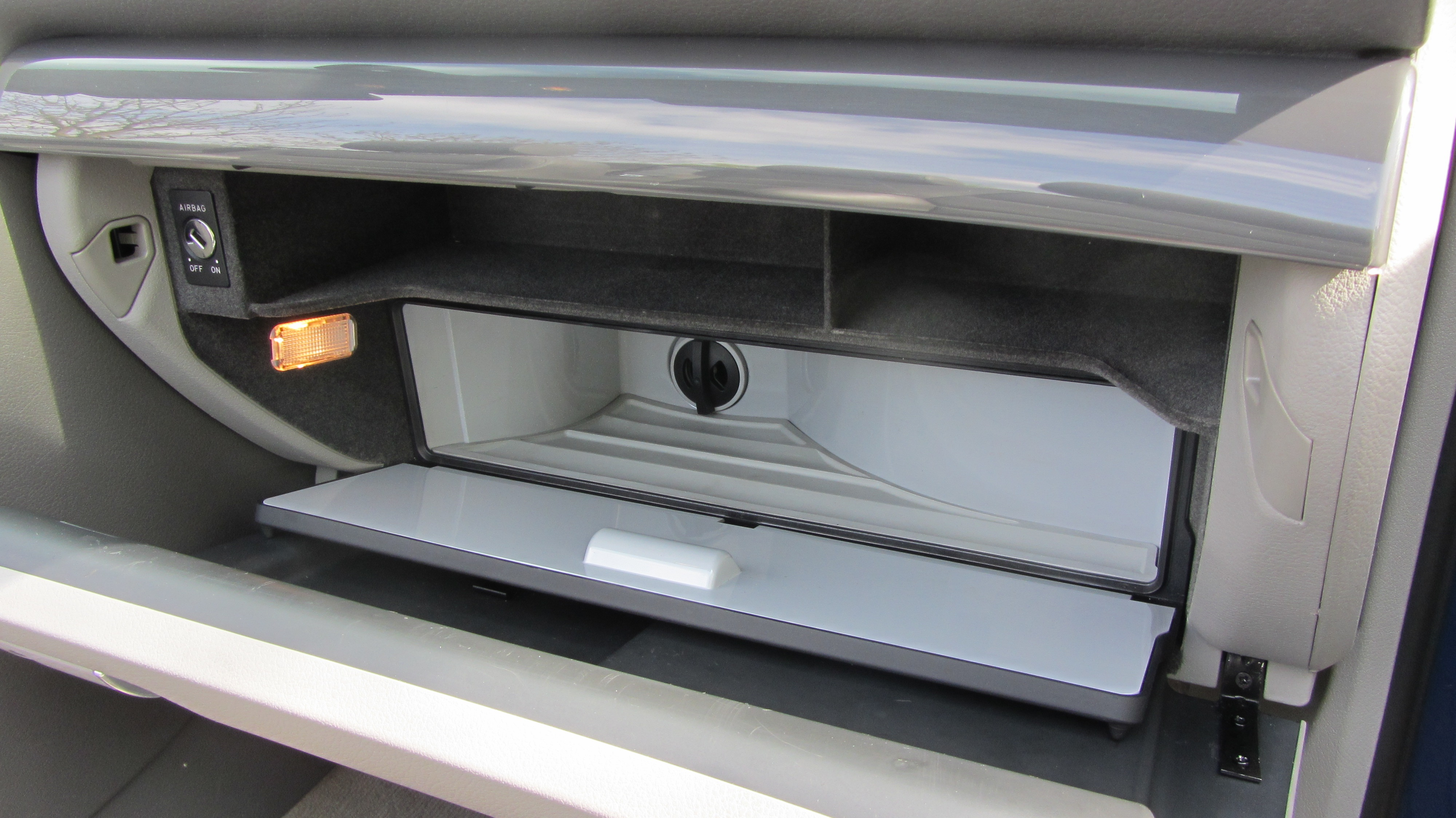
Boîte à gants climatisée et isolée
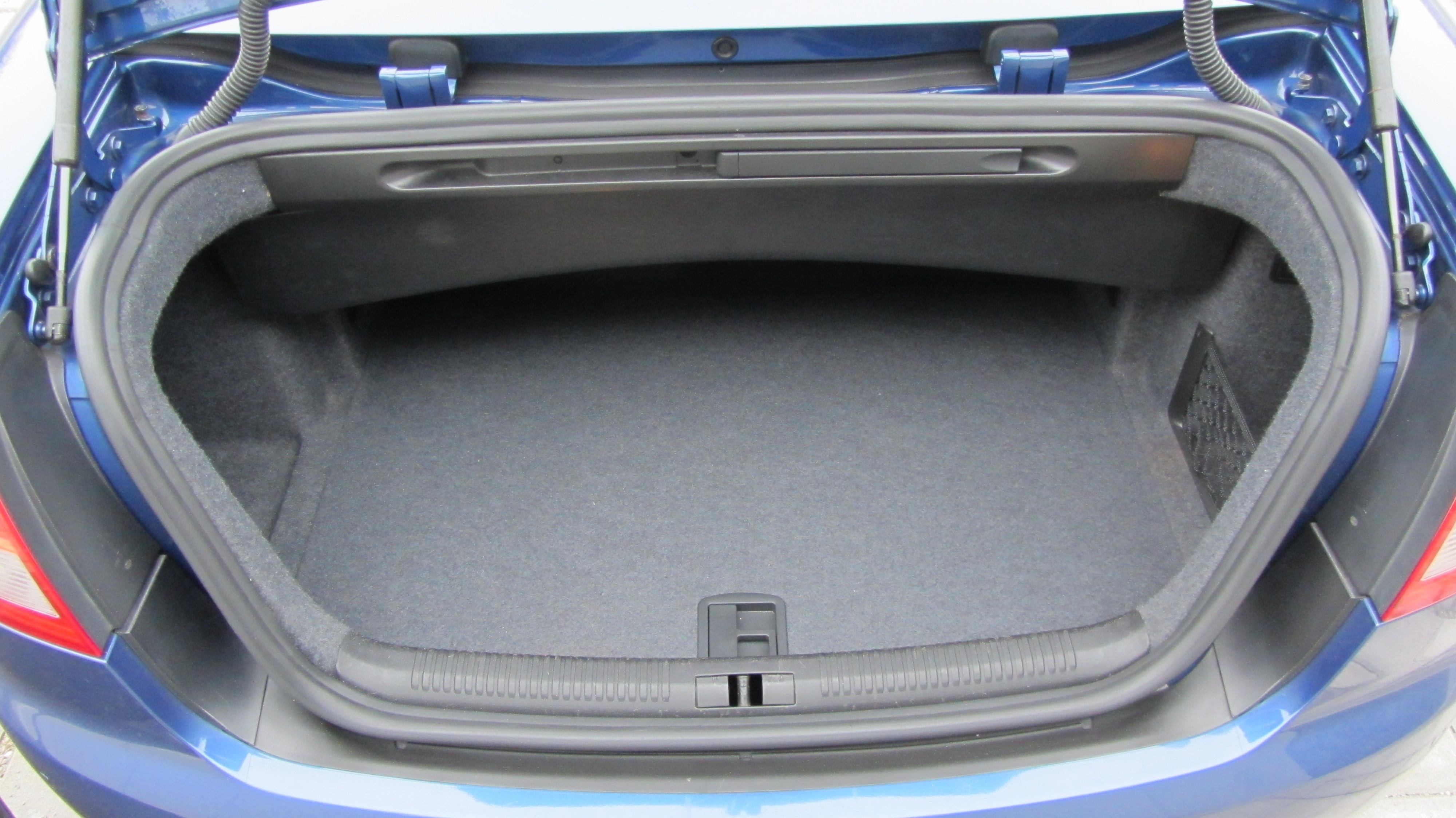
Coffre avec le toit ouvert et le couvercle du coffre ouvert

La capote de l'Audi A4 Cabriolet était disponible d'usine en trois couleurs (rouge, noir et bleu) et il était équipée d'une lunette arrière en verre et d'une lunette chauffante standard. Lorsque le toit était fermé, un compartiment mobile pouvait être replié dans le coffre, ce qui augmentait le volume du coffre de 246 à 315 litres. Sous le plancher du coffre, il y avait une roue de secours à part entière disponible en supplément, ainsi que des outils et un cric. Le système d'antenne pour la radio, le téléphone, le système de navigation et la télématique était intégré dans le hayon.

## Transmission
L'Audi A4 est équipée de série d'une traction avant. Le système de transmission intégrale quattro est disponible en option avec différents moteurs. La transmission intégrale est de série sur les modèles S.

## Temps de construction
- Berline : de novembre 2000 à novembre 2004
- Break : de septembre 2001 à novembre 2004
- Cabriolet : d'avril 2002 à janvier 2006

Bien que la berline et le break n'aient été construits que pendant environ quatre ans, 1 200 852 véhicules ont quitté l'usine. Parmi ceux-ci, l'Avant représentait 482 633 unités, ce qui correspond à une part de 40,2 %.

## Lifting
Extérieurement, le modèle B6 n'a guère été modifié au cours de sa période de construction. À partir de mi-2003, les pare-chocs et les jupes latérales étaient peints de série de la couleur du véhicule (auparavant une option). La transmission automatique Multitronic a également reçu la position de changement de vitesse "S", familière, de la Tiptronic, qui transmet une expérience de conduite plus sportive.
Fin 2003, un nouveau système de navigation avec un écran couleur de 6,5 pouces (auparavant 5 pouces), lecteur DVD, logique de fonctionnement MMI, fonction de lecture MP3 et deux emplacements pour cartes mémoire SD introduits et les phares au xénon optionnels (uniquement pour les feux de croisement) ont été remplacés par des phares bi-xénon (pour les feux de croisement et les feux de route).
La plupart des changements étaient de nature technique. Les antennes de fenêtre dans les vitres latérales arrière de l'Avant ont été allongées, la boîte de vitesses à cinq vitesses a été omise pour les modèles avec le moteur diesel de 1,9 litre et 96 kW et les boîtes de vitesses à six vitesses ont reçu une synchronisation améliorée dans les rapports 1, 2 et 3.
Divers finitions d'équipements "S line" ont été proposées pour la première fois pour l'A4 B6, ce qui donnait aux véhicules standard une apparence particulièrement sportive. Selon la finition d'équipement, en plus du châssis, des sièges et du volant sport, des roues de 17 ou 18 pouces étaient proposées, ainsi qu'une finition extérieur basée sur les modèles sportifs, S ou RS, haut de gamme. À l'extérieur la finition comprend un pare-chocs avant et arrière modifié, un petit aileron arrière sur le couvercle du coffre (ou un aileron sur le bord du toit sur l'Avant) et des bandes de protection de porte plus larges.
Les performances de certains moteurs ont été augmentées et les valeurs d'émission et les catégories d'émission de certains moteurs ont été améliorées.
Le véritable lifting a eu lieu avec l'introduction de la B7 à l'automne 2004.

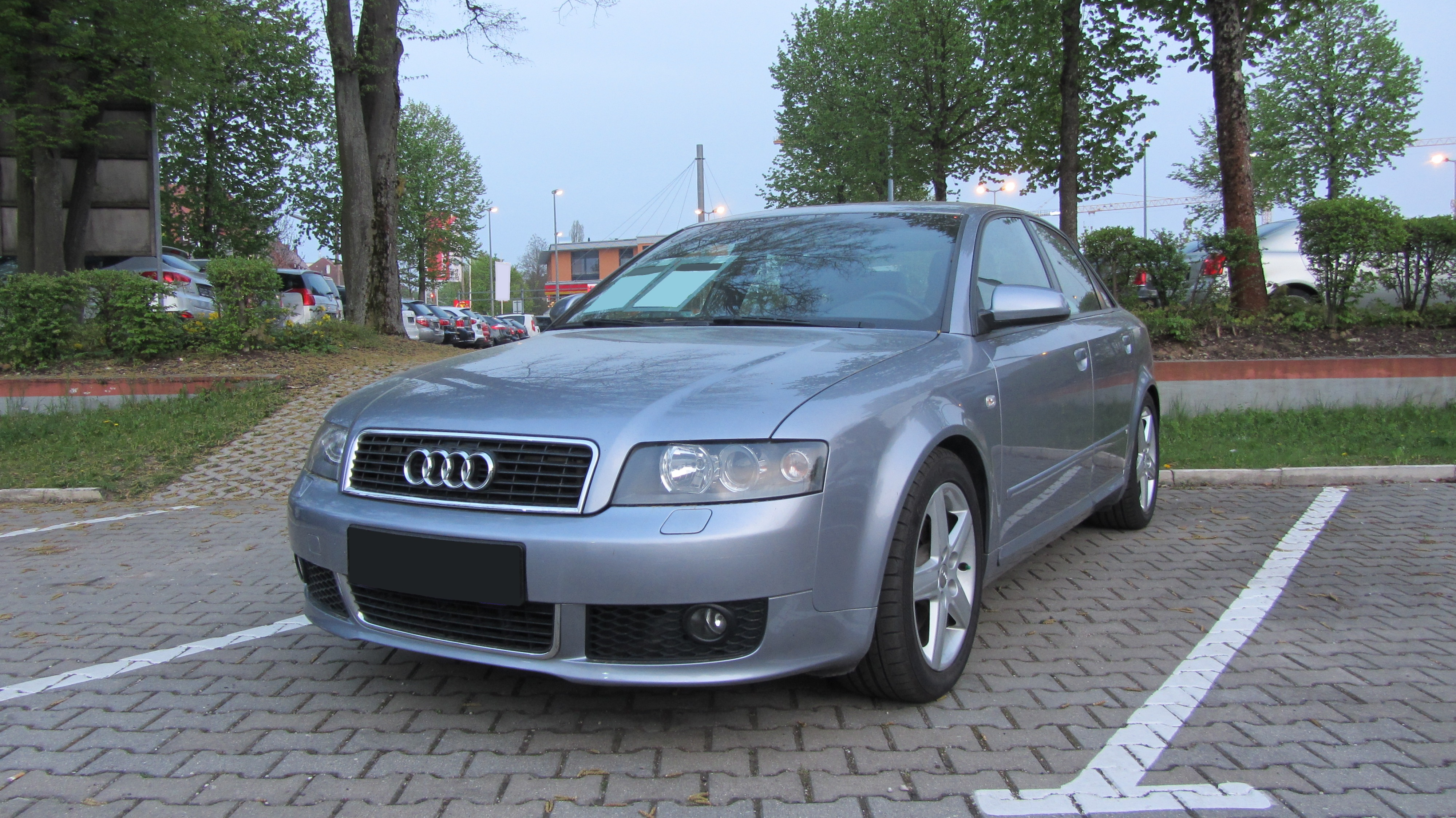
Audi A4 avec finition extérieur S-line
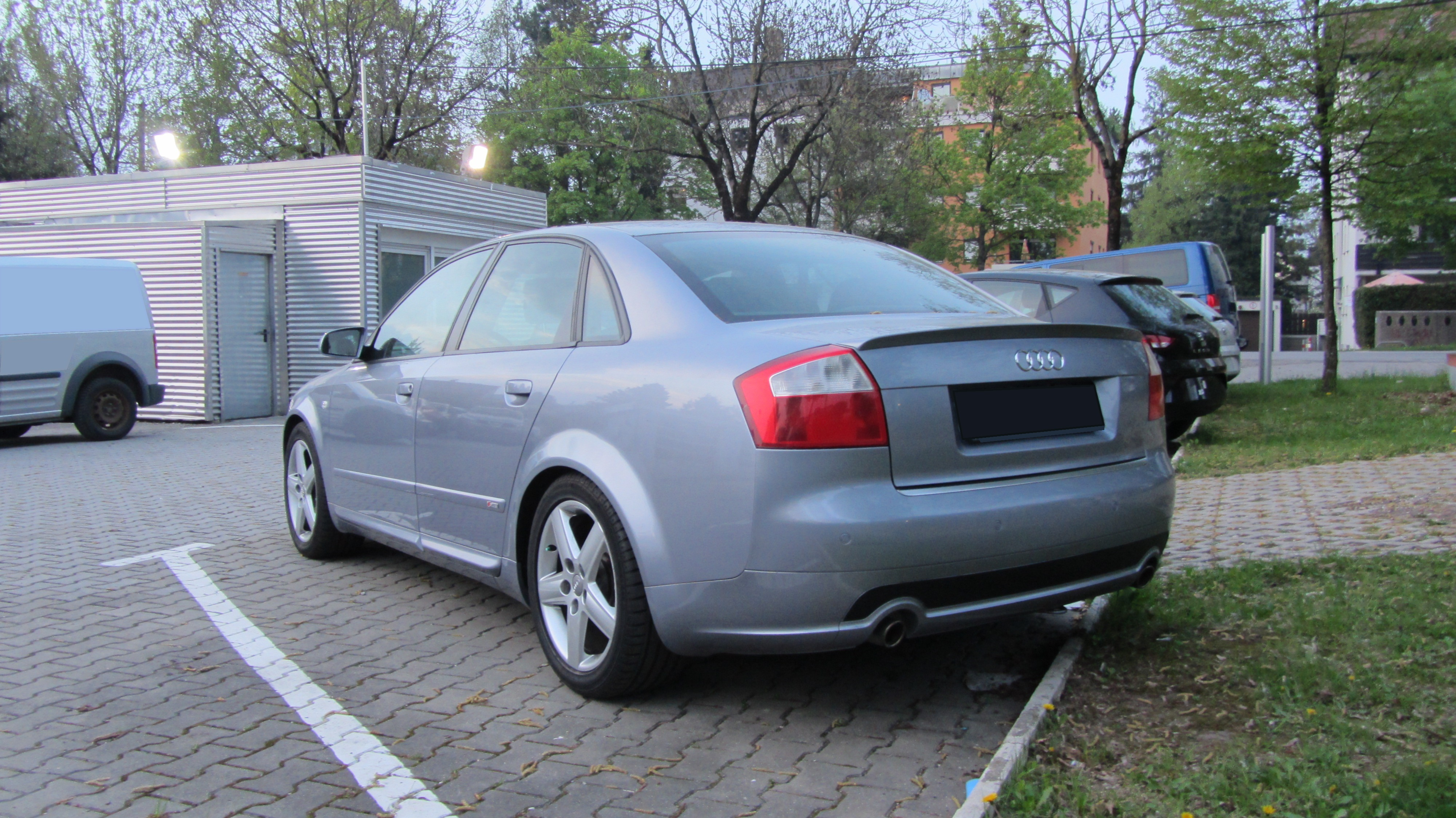
Vue arrière
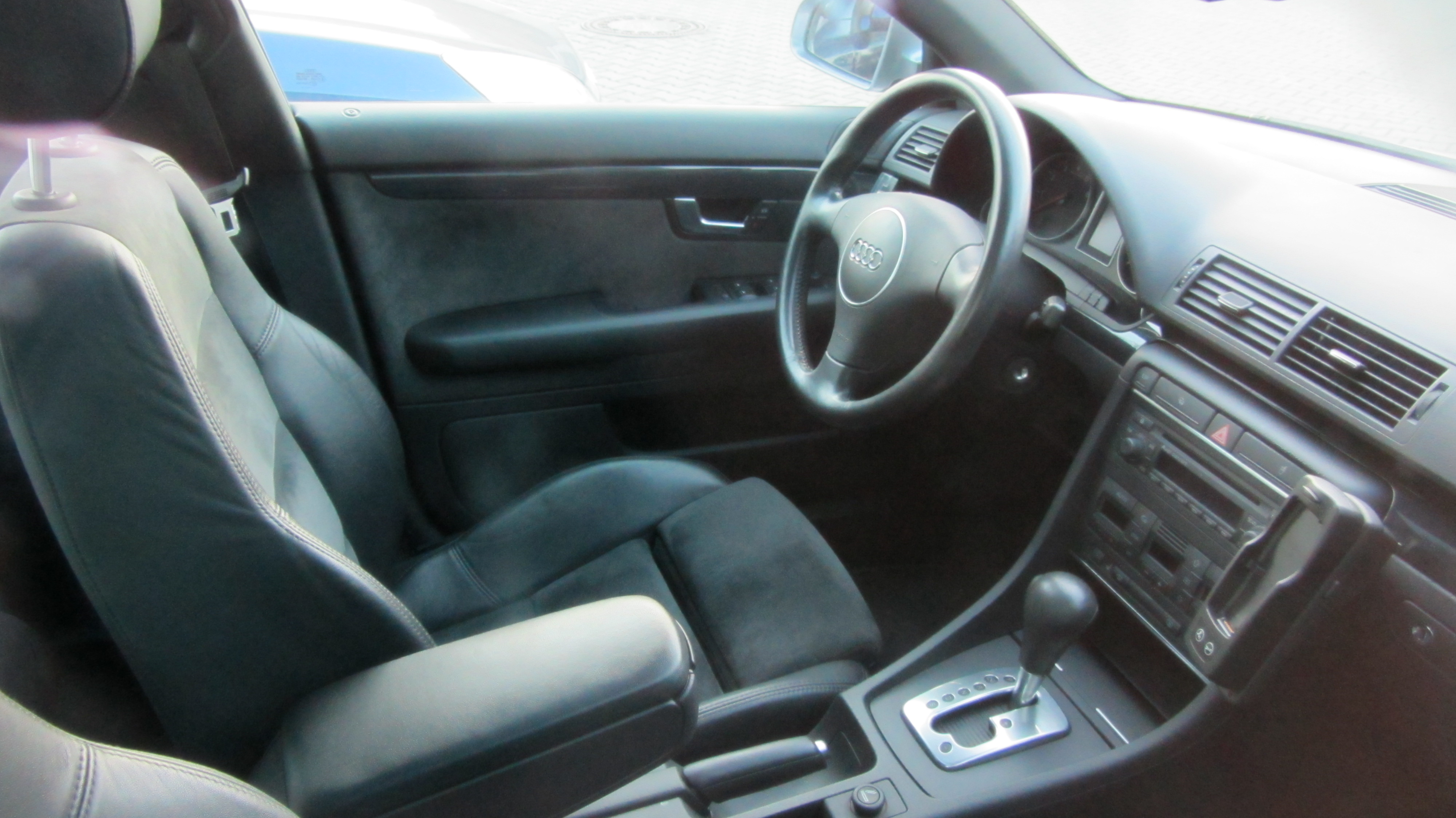
Intérieur

## Variantes du modèle

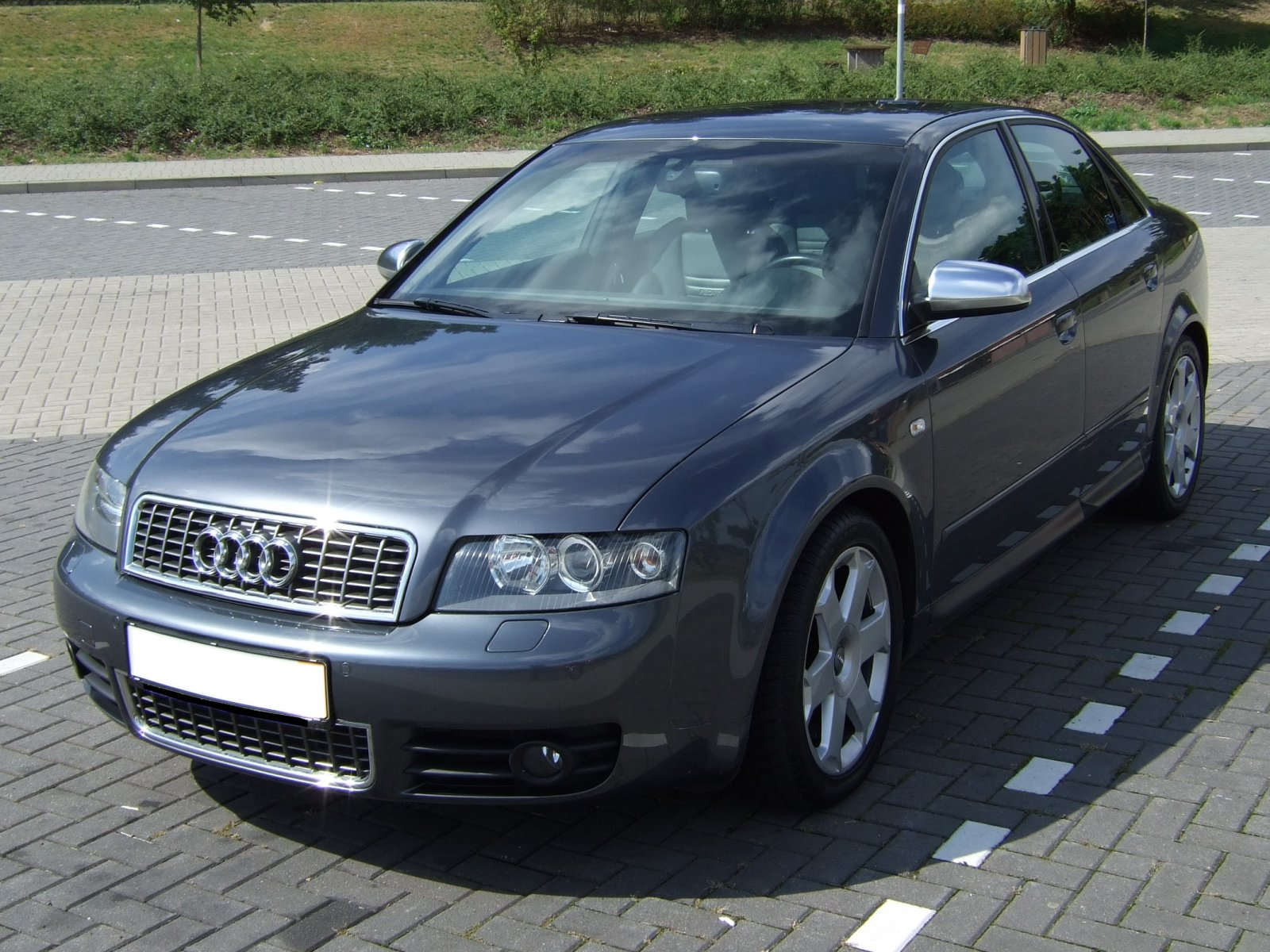
Audi S4 berline (2002–2004)

La S4 de cette gamme de modèles est lancée en septembre 2002 en berline et Avant avec 253 kW (344 ch). La S4 dispose aussi de boucliers et bas de caisse spécifiques, ainsi que de coques de rétroviseurs extérieurs en aluminium.
Début 2004, la S4 Cabriolet est apparue avec les mêmes performances. Contrairement au modèle précédent, qui était équipé d'un moteur V6 biturbo, la B6 utilise un moteur atmosphérique V8 d'une cylindrée de 4,2 l. Une RS4 basée sur la B6 n'a pas été construite.

## Anecdotes
- Alors que les phares étaient allumés à l'aide d'une manette sur la colonne de direction sur la prédécesseur, la B5, cela se fait à l'aide d'un commutateur rotatif sur la B6.
- Tous les moteurs essence - à l'exception des moteurs de 1,6 et 2 litres - ont deux pot d'échappement à l'arrière, un à gauche et un à droite.
- Contrairement à sa prédécesseur, le pot d'échappement des modèles diesel est dissimulé derrière le pare-chocs arrière.
- Le réservoir de carburant peut contenir jusqu'à 70 litres dans les modèles à traction avant. Sur les modèles à traction intégrale, le réservoir est plus petit en raison de la conception modifiée de l'essieu arrière et peut contenir jusqu'à 66 l.
- En 2009, à la demande d'un client, les feux arrière de l'A4 Avant ont été utilisés par le constructeur automobile britannique Bristol pour l'unique Blenheim Mk.4.